# Lee Sung-min (actor)
Lee Sung-min (en hangul 이성민; nacido el 15 de octubre de 1968) es un actor surcoreano. Es conocido sobre todo como actor de reparto en series de televisión y películas, y en particular se destacó su actuación en Golden Time (2012), Broken (2014), y Misaeng (2014). Lee también recibió el aplauso de la crítica por su actuación en el filme de espionaje Infiltrado en el Norte.

## Vida personal
Lee Sung-min nació el 15 de octubre de 1968 en un pequeño pueblo llamado Dochon, ubicado entre Bonghwa y Yeongju en Gyeongsangbuk-do. Durante sus primeros años, se mudó con frecuencia con su padre a varios lugares del país, incluidos Seúl y Gangwon. Cuando estaba en el cuarto curso de la escuela primaria regresó a su ciudad natal de Bonghwa, donde completó su educación secundaria y preparatoria. Después dejó Bonghwa una vez más para continuar con sus estudios superiores.
Lee decidió convertirse en actor durante sus estudios de secundaria, tras ver una obra de teatro en un centro cívico. Quiso entrar en el Departamento de Teatro y Cine de la Universidad Chung-ang, pero se encontró con la indiferencia de los profesores y la oposición familiar, pese a que había sido su padre cinéfilo quien le había hecho amar el cine viendo con él obras maestras de este arte. Por ello, Lee abandonó su propósito en primera instancia y se matriculó en la Universidad de Ciencias de Daegu. Pero al poco empezó a simultanear los estudios con la actuación en una compañía de teatro en Yeongju, hecho que mantuvo oculto a su familia hasta que fue descubierto y obligado a renunciar de nuevo. En 1991 terminó el servicio militar, y, con 24 años, se fue a vivir a Daegu en precarias condiciones económicas para formar parte de una compañía de teatro local, llamada Audiencia y escenario.
Conoció a su mujer mientras trabajaba en la compañía: ella era alumna de coreografía en la obra B Unso, en la que actuaba Lee. En 2002, a los 35 años, la dejó a ella y la hija de ambos en Daegu para ir a Seúl y avanzar en su carrera, con la promesa de volver a los tres años si no triunfaba. Mientras tanto, la familia seguía viviendo en una difícil situación económica, y él viajaba a casa para verlas cada semana.

## Carrera
Lee comenzó su carrera como miembro de la compañía de teatro 객석과 무대 [Audiencia y escenario] en Daegu, a la que considera su «segunda ciudad natal». Durante este período, que duró veinte años antes de trasladarse a Seúl, tuvo la oportunidad de colaborar con colegas estimados, incluidos los directores Choi Joo-hwan y Jeong Cheol-won. Rápidamente sobresalió por su talento.  A los 24 años recibió el Premio al Actor Revelación en el Festival de Teatro de Daegu, un honor que solo se puede otorgar una vez en la vida. Además, logró el mayor honor entre los actores de la región al ganar el premio al mejor actor del Festival de Teatro de Daegu.
Tras una larga etapa como actor exclusivamente teatral, al mudarse a Seúl entró también en el mundo del cine. Comenzó con un pequeño papel, el de un prestamista, en la película Father and Son: The Story of Mencius (2004). En aquella época venció el plazo de tres años que se había dado con su familia para volver a Daegu, pero sucedió lo contrario: fueron su mujer y su hija las que se mudaron a Seúl. Después siguió una larga temporada en que interpretó breves papeles en varias películas, con apenas repercusión, pues sus apariciones no superaban la fase de montaje o eran producciones de bajo presupuesto.
Poco a poco fue recibiendo el reconocimiento por su trabajo. Fue fundamental para ello su aparición en la serie de MBC Pasta (2010), donde interpreta el papel de un villano al que, sin embargo, no es fácil odiar. Después de eso se sucedieron los papeles en cine y en televisión: Gloria y A Little Pond en 2010, Listen to My Heart al año siguiente. En The King 2 Hearts (MBC, 2012) sale de su posible encasillamiento en personajes malvados y desagradables para interpretar al hermano mayor del protagonista (Lee Seung-gi).
Tras otros papeles de secundario en producciones importantes como en la película The Attorney o la serie Miss Korea, ambas de 2013, al año siguiente alcanzó una de las cimas de su carrera con el personaje de un oficinista en Misaeng, gracias al cual recibió los elogios unánimes de público y crítica, y ganó el premio al mejor actor en los Baeksang Arts Awards.
En 2018 llegó otro de sus grandes papeles: el de Ri Myung-woon en Infiltrado en el Norte, con la cual se presentó en el Festival de Cannes. Le valió una avalancha de premios como mejor actor en Buil Film Awards, Grand Bell Awards, Korean Association of Film Critics Awards, Director's Cut Awards, KOFRA Film Awards, y Baeksang Arts Awards: prácticamente la totalidad de las ceremonias de premiación más relevantes y prestigiosas del cine surcoreano.
En diciembre de 2020 se anunció que protagonizaría junto a Kim Hye-soo la serie de Netflix Tribunal de menores, estrenada en enero de 2022, en la que interpretaría el papel de Kang Won-jung, un veterano juez de menores que vive un conflicto entre la realidad y los ideales. También se estrenó en 2022 The Youngest Son of a Chaebol Family, donde realizó otro de los papeles más destacados de su carrera.

## Filmografía

### Películas
| Año   | Título                               | Papel                                                   | Notas               | Ref.                 |
| ----- | ------------------------------------ | ------------------------------------------------------- | ------------------- | -------------------- |
| 2001  | Black & White                        | Ladrón 1                                                | Cortometraje        |                      |
| 2004  | Father and Son: The Story of Mencius | Prestamista 1                                           |                     | [ 7 ]                |
| 2004  | My Mother, the Mermaid               | Propietario de frutería                                 |                     |                      |
| 2004  | Flying Boys                          | Sr. Kim                                                 |                     |                      |
| 2005  | Marathon                             | Amigo de Jung-wook                                      |                     |                      |
| 2005  | Boy Goes to Heaven                   | Detective                                               |                     |                      |
| 2006  | Silk Shoes                           | Sung-cheol                                              |                     |                      |
| 2006  | Seducing Mr. Perfect                 | Director Yang                                           |                     |                      |
| 2007  | Secret Sunshine                      | Chef                                                    |                     |                      |
| 2007  | Wide Awake                           | Padre de Sang-woo                                       |                     |                      |
| 2008  | The Good, the Bad, the Weird         | Cook                                                    |                     |                      |
| 2008  | Go Go 70s                            | Editor jefe de Seoul Weekly y columnista Lee Byung-wook |                     |                      |
| 2009  | The Pot                              | Dong-shik                                               |                     |                      |
| 2009  | Triangle                             | Presidente de compañía Lee Byeong-joon                  |                     |                      |
| 2010  | A Little Pond                        | Padre de Kkoo-ri                                        |                     | [ 7 ]                |
| 2010  | Bestseller                           | Editor Ma Dae-yoon                                      |                     |                      |
| 2010  | Troubleshooter                       | Fiscal Yoon Dae-hee                                     |                     |                      |
| 2010  | The Unjust                           | Fiscal de distrito                                      |                     |                      |
| 2010  | Cafe Noir                            | Primer marido de Mi-yeon                                |                     |                      |
| 2010  | 休(휴)                               | Sr. Kim                                                 | Cortometraje        |                      |
| 2011  | Officer of the Year                  | Detective Jo                                            |                     |                      |
| 2011  | El gato                              | «Papá» de Bi-dan                                        | Cameo               |                      |
| 2011  | Dreaming of Romance                  | Seung-hwan                                              | Cortometraje        |                      |
| 2012  | Howling                              | Gu Young-cheol                                          |                     | [ 11 ]               |
| 2012  | Hoya (Eighteen, Nineteen)            | Médico obstetra                                         |                     |                      |
| 2012  | All About My Wife                    | Director de la empresa Na                               | Cameo               |                      |
| 2013  | My Little Hero                       | Kang Hee-seok                                           |                     |                      |
| 2013  | The Attorney                         | Lee Yoon-taek                                           |                     | [ 7 ]                |
| 2014  | Venus Talk                           | Lee Jae-ho                                              |                     |                      |
| 2014  | Broken                               | Jang Eok-gwan                                           |                     | [ 12 ]               |
| 2014  | Kundo: Age of the Rampant            | Dae-ho                                                  |                     | [ 13 ]               |
| 2014  | My Brilliant Life                    | Médico de familia                                       | Cameo               |                      |
| 2014  | Big Match                            | Choi Young-ho                                           |                     | [ 14 ]               |
| 2015  | The Piper                            | Jefe de aldea                                           |                     | [ 15 ]               |
| 2015  | Sori: Voice From The Heart           | Hae-gwan                                                |                     | [ 16 ] [ 17 ]        |
| 2016  | A Violent Prosecutor                 | Asistente del fiscal general Jong-gil                   |                     | [ 18 ]               |
| 2016  | Familyhood                           | Joo Min-ho                                              |                     |                      |
| 2017  | The Sheriff in Town                  | Dae-ho                                                  |                     | [ 19 ]               |
| 2017  | Real                                 | Choi Jin-gi                                             |                     | [ 20 ]               |
| 2018  | What a Man Wants                     | Seok-geun                                               |                     | [ 21 ]               |
| 2018  | Infiltrado en el Norte               | Ri Myung-woon                                           |                     | [ 22 ] [ 23 ]        |
| 2018  | The Witness                          | Sang-hoon                                               |                     | [ 24 ]               |
| 2018  | The Drug King                        | Seo Sang-hoon                                           | Aparición especial  | [ 25 ]               |
| 2019  | Hit-and-Run Squad                    | Padre adoptivo de Min-jae                               |                     | [ 26 ]               |
| 2019  | The Beast                            | Jeong Han-soo                                           |                     | [ 27 ]               |
| 2020  | Mr. Zoo: The Missing VIP             | Tae-ju                                                  |                     | [ 28 ]               |
| 2020  | The Man Standing Next                | President Park                                          |                     | [ 29 ]               |
| 2021  | The 8th Night                        | Park Jin-soo                                            | Película de Netflix | [ 30 ] [ 31 ]        |
| 2021  | Miracle: Letters to the President    | Tae-yoon                                                |                     | [ 32 ] [ 33 ]        |
| 2022  | Hunt                                 |                                                         | Aparición especial  | [ 34 ]               |
| 2023  | The Devil's Deal                     | Kwon Soon-tae                                           |                     | [ 35 ] [ 36 ]        |
| 2023  | The Moon                             | Hwang Kyu-tae                                           | Aparición especial  | [ 37 ] [ 38 ]        |
| 2023  | 12.12: The Day                       | Gen. Jeong Sang-ho                                      |                     | [ 39 ] [ 40 ] [ 41 ] |
| 2024  | Handsome Guys                        | Kang Jae-pil                                            |                     | [ 42 ] [ 43 ]        |
| próx. | Remember                             |                                                         |                     | [ 44 ]               |

### Series de televisión
| Año     | Título                                                | Papel                                                  | Canal     | Notas                                | Ref.          |
| ------- | ----------------------------------------------------- | ------------------------------------------------------ | --------- | ------------------------------------ | ------------- |
| 2004    | Oh Feel Young                                         | Park                                                   | KBS2      |                                      |               |
| 2004    | MBC Best Theater "Brother Is Back"                    | Il-do                                                  | MBC       |                                      |               |
| 2005    | MBC Best Theater "Loveholic Project"                  | Mánager Kim                                            | MBC       |                                      |               |
| 2006    | Hello God                                             | Detective                                              | KBS2      | Aparición especial, episodios 1-2    |               |
| 2006    | Special Crime Investigation: Murder in the Blue House | Ha Doo-gil                                             | KBS2      | Aparición especial, episodios 2-3    |               |
| 2007    | The Devil                                             | Hwang Dae-pil                                          | KBS2      |                                      |               |
| 2007    | Legend of Hyang Dan                                   | Byun Hak-do                                            | MBC       |                                      |               |
| 2007    | Drama City "수맥을 잡아라"                            | Director                                               | KBS2      |                                      |               |
| 2008    | King Sejong the Great                                 | Choi Man-ri                                            | KBS2      |                                      |               |
| 2008    | On Air                                                | PD Song Soo-chul                                       | SBS       |                                      |               |
| 2008    | Working Mom                                           | Kang Chul-min                                          | SBS       |                                      |               |
| 2008    | Terroir                                               | Multi-level staff member                               | SBS       | Aparición especial, episodios 3 y 8  |               |
| 2009    | Can Anyone Love                                       | Heo Se-dol                                             | SBS       |                                      |               |
| 2009    | Partner                                               | Han Joon-soo                                           | KBS2      | Aparición especial, episodio 13      |               |
| 2009    | Triple                                                | Director Jung                                          | MBC       |                                      |               |
| 2009    | Hometown Legends "Silent Village"                     | Jinsa Yoon                                             | KBS2      |                                      |               |
| 2009    | Hot Blood                                             | Yang Man-cheol                                         | KBS2      |                                      |               |
| 2010    | Pasta                                                 | Seol Joon-seok                                         | MBC       |                                      | [ 7 ]         |
| 2010    | Gloria                                                | Son Jong-bum                                           | MBC       |                                      | [ 7 ]         |
| 2010    | Drama Special "Last Flashman"                         | Jo Won-shik                                            | KBS2      |                                      |               |
| 2010    | MBC Best Theater "We Teach Love"                      | Park Yong-dae                                          | MBC       |                                      |               |
| 2011    | My Princess                                           | Lee Young-chan, presidente de Corea                    | MBC       |                                      |               |
| 2011    | Listen to My Heart                                    | Lee Myung-gyun                                         | MBC       |                                      | [ 7 ]         |
| 2011    | Drama Special "Identical Criminals"                   | Kang Dae-woo                                           | KBS2      |                                      |               |
| 2011    | Mil días de promesas                                  | Jefe de Seo-yeon                                       | SBS       | Cameo, episodio 1                    |               |
| 2011    | Brain                                                 | Go Jae-hak                                             | KBS2      |                                      |               |
| 2012    | Drama Special Series "Just an Ordinary Love Story"    | Kim Joo-pyeong                                         | KBS2      |                                      |               |
| 2012    | The King 2 Hearts                                     | King Lee Jae-kang                                      | MBC       |                                      | [ 45 ]        |
| 2012    | Golden Time                                           | Choi In-hyuk                                           | MBC       |                                      | [ 46 ]        |
| 2012    | Arang y el Magistrado                                 | Portero en biblioteca del libro de la vida y la muerte | MBC       | Cameo, episodio 20                   |               |
| 2012    | Drama Special "Culprit Among Friends"                 | Detective Park                                         | KBS2      | Cameo                                |               |
| 2013    | When a Man Falls in Love                              | Jefe gánster Kim Dae-kwang                             | MBC       | Aparición especial, episodios 1-2, 4 |               |
| 2013    | Monstar                                               | Director de cine Kwon Tae-hyun                         | Mnet      | Cameo, episodio 1                    |               |
| 2013    | Miss Korea                                            | Profesor Jung                                          | MBC       |                                      | [ 47 ]        |
| 2014    | Big Man                                               | Ejecutivo de alto rango                                | KBS2      | Cameo                                |               |
| 2014    | Misaeng                                               | Oh Sang-shik                                           | tvN       |                                      |               |
| 2015    | Hogu's Love                                           | Jefe Oh                                                | tvN       | Cameo, episodio 1                    |               |
| 2015    | Política espléndida                                   | Yi Deok-hyeong                                         | MBC       |                                      |               |
| 2016    | Memory                                                | Park Tae-Suk                                           | tvN       |                                      | [ 48 ]        |
| 2020    | Money Game                                            | Heo Jae                                                | tvN       |                                      |               |
| 2020    | Soul Mechanic                                         | Ko Jae-hak, médico de urgencias                        | KBS2      | Cameo                                |               |
| 2022    | Tribunal de menores                                   | Kang Won-joong                                         | Netflix   | Serie web                            | [ 9 ]         |
| 2022    | The Youngest Son of a Chaebol Family                  | Jin Yang-cheol                                         | JTBC      |                                      | [ 10 ]        |
| 2022-23 | Shadow Detective                                      | Kim Taek-rok                                           | Disney+   | Serie web, 2 temporadas              | [ 49 ] [ 50 ] |
| 2023    | A Bloody Lucky Day                                    | Oh Taek                                                | tvN/TVING |                                      | [ 51 ] [ 52 ] |
| 2024    | The Tyrant                                            | Padre de Cha Ja-kyeong                                 | Disney+   | Aparición especial                   | [ 53 ]        |
| 2025    | The Queen Who Crowns                                  | Lee Seong-gye, rey Taejo                               | tvN/TVING | Aparición especial                   | [ 54 ] [ 55 ] |

## Teatro
| Año     | Título                        | Hangul          | Papel                        | Notas                  |
| ------- | ----------------------------- | --------------- | ---------------------------- | ---------------------- |
| 2001    | Pig Hunt                      | 돼지사냥        | —                            | Asistente del director |
| 2002    | Oxygen                        |                 | —                            | Director de escena     |
| 2002    | El círculo de tiza caucasiano |                 | —                            | Asistente del director |
| 2003    | Laundromat Fairytale          | 동화세탁소      | —                            | Asistente del director |
| 2005    | Mareugo Daltorok              | 마르고 닳도록   |                              |                        |
| 2006    | The Weir                      |                 | Choon-bal                    |                        |
| 2006    | Shear Madness                 |                 | Chief Na Do-sik/Detective Ma |                        |
| 2007    | Shining City                  |                 |                              |                        |
| 2007    | Change                        | 변              |                              |                        |
| 2010    | Bieonso                       | 언소(蜚言所)    |                              |                        |
| 2010    | Yang Deok-won Story           | 양덕원 이야기   | Kwan-woo                     |                        |
| 2011-12 | A Story of Old Thieves        | 늘근도둑 이야기 |                              |                        |
| 2012    | Seoul Notes                   | 서울노트        |                              |                        |
| 2012    | The Weir                      |                 | Choon-bal                    |                        |
| 2014    | Mareugo Daltorok              | 마르고 닳도록   |                              |                        |

## Premios y nominaciones
| Año  | Premio                                         | Categoría                                       | Papel                             | Resultado | Ref.                 |
| ---- | ---------------------------------------------- | ----------------------------------------------- | --------------------------------- | --------- | -------------------- |
| 1992 | Daegu Theatre Festival                         | Mejor actor revelación                          | —                                 | Ganador   | [ 7 ]                |
| 1998 | Daegu Theatre Festival                         | Mejor actor                                     | —                                 | Ganador   | [ 7 ]                |
| 2001 | Korea Theatre Festival                         | Mejor actor                                     | —                                 | Ganador   |                      |
| 2012 | 8.º Golden Ticket Awards                       | Mejor actor de teatro                           | The Weir                          | Ganador   | [ 56 ]               |
| 2012 | 1.º K-Drama Star Awards                        | Premio Acting, Actor                            | Golden Time                       | Ganador   | [ 57 ]               |
| 2012 | 5.º Korea Drama Awards                         | Premio a la excelencia, Actor                   | Golden Time                       | Nominado  |                      |
| 2012 | 25.º Grimae Awards                             | Mejor actor                                     | Golden Time                       | Ganador   |                      |
| 2012 | MBC Drama Awards                               | Premio PD                                       | Golden Time                       | Ganador   |                      |
| 2012 | MBC Drama Awards                               | Premio a la excelencia, Actor en miniserie      | Golden Time                       | Nominado  |                      |
| 2013 | 49.º Baeksang Arts Awards                      | Mejor actor                                     | Golden Time                       | Nominado  |                      |
| 2014 | 35.º Blue Dragon Film Awards                   | Mejor actor de reparto                          | Kundo: Age of the Rampant         | Nominado  |                      |
| 2015 | 24.º Buil Film Awards                          | Mejor actor de reparto                          | The Piper                         | Nominado  |                      |
| 2015 | 4.º APAN Star Awards                           | Premio a la gran excelencia, Actor en miniserie | Misaeng                           | Ganador   | [ 58 ]               |
| 2015 | 51.º Baeksang Arts Awards                      | Mejor actor                                     | Misaeng                           | Ganador   | [ 59 ]               |
| 2016 | tvN10 Awards                                   | Mejor actor                                     | Misaeng                           | Ganador   | [ 60 ]               |
| 2018 | 27.º Buil Film Awards                          | Mejor actor                                     | Infiltrado en el Norte            | Ganador   | [ 61 ] [ 62 ]        |
| 2018 | 55.º Grand Bell Awards                         | Mejor actor                                     | Infiltrado en el Norte            | Ganador   | [ 63 ]               |
| 2018 | 38.º Korean Association of Film Critics Awards | Mejor actor                                     | Infiltrado en el Norte            | Ganador   | [ 64 ] [ 65 ]        |
| 2018 | 2.º The Seoul Awards                           | Mejor actor                                     | Infiltrado en el Norte            | Nominado  | [ 66 ]               |
| 2018 | 39.º Blue Dragon Film Awards                   | Mejor actor                                     | Infiltrado en el Norte            | Nominado  | [ 67 ]               |
| 2018 | 18.º Director's Cut Awards                     | Mejor actor                                     | Infiltrado en el Norte            | Ganador   | [ 68 ] [ 69 ]        |
| 2019 | 10.º KOFRA Film Awards                         | Mejor actor                                     | Infiltrado en el Norte            | Ganador   | [ 70 ]               |
| 2019 | 24.º Chunsa Film Art Awards                    | Mejor actor                                     | Infiltrado en el Norte            | Nominado  |                      |
| 2019 | 55.º Baeksang Arts Awards                      | Mejor actor                                     | Infiltrado en el Norte            | Ganador   | [ 71 ]               |
| 2020 | 25.º Chunsa Film Art Awards                    | Mejor actor de reparto                          | The Man Standing Next             | Ganador   |                      |
| 2021 | 41.º Blue Dragon Film Awards                   | Mejor actor de reparto                          | The Man Standing Next             | Nominado  | [ 72 ] [ 73 ] [ 74 ] |
| 2021 | 42.º Blue Dragon Film Awards                   | Mejor actor de reparto                          | Miracle: Letters to the President | Nominado  | [ 75 ] [ 76 ]        |
| 2023 | 14.º Korea Drama Awards                        | Gran Premio                                     | Shadow Detective                  | Ganador   | [ 77 ]               |